# 라이브 플래쉬
《라이브 플래쉬》(Carne Tremula, Live Flesh)는 스페인에서 제작된 페드로 알모도바르 감독의 1997년 드라마 영화이다. 하비에르 바르뎀 등이 주연으로 출연하였다. 이 영화는 잉글랜드의 작가 루스 렌델이 쓴 1986년 책 Live Flesh에 어느 정도 기반을 두고 있다.

## 출연

### 주연
- 하비에르 바르뎀
- 프란체스카 네리
- 리베르토 리발
- 안젤라 몰리나

### 조연
- 조시 산초
- 페넬로페 크루즈
- 필라 바르뎀
- 알렉스 앵걸로

## 기타
- 원작자: 루스 렌델
- 의상: 조스 마리아 드 코시오
- 배역: 캐트리나 바요나스